# Württembergischer Leichtathletik-Verband
Der Württembergische Leichtathletik-Verband e. V. (WLV) ist die Vereinigung der im Württembergischen Landessportbund (WLSB) zusammengeschlossenen und Leichtathletik treibenden Vereine und Regionalverband im Deutschen Leichtathletik-Verband (DLV). Er wurde am 21. Januar 1951 gegründet; der Eintrag ins Vereinsregister erfolgte am 5. Juli 1954. 2008 vertrat er 110.029 Mitglieder in 878 Vereinen.
Der WLV tritt mit und durch seine Mitgliedsvereine ein für die Förderung, Verbreitung und lebenslange Ausübung der Leichtathletik. Er unterstützt die Belange der Leichtathletik auf allen Ebenen, vom Schul- und Breitensport bis hin zum Wettkampf- und Leistungssport. So versuchte der WLV den Umbau der Mercedes-Benz Arena mit der Aktion „Ja zur Bahn“ zu verhindern, um weiterhin den Wettkampfsport in Stuttgart zu ermöglichen. Der WLV veranstaltet jedes Jahr zusammen mit der Stadt Stuttgart den Stuttgart-Lauf, einen der größten Volksläufe Deutschlands.
Der WLV ist, als Fachverband für die Leichtathletik in Württemberg, Ansprechpartner für seine Mitglieder, für die Kommunen und die Landesregierung vor allem in Sachen Sportstättenbau, Sportförderung und Schulsport.
Zusammen mit dem Badischen Leichtathletik-Verband tritt der WLV als Arbeitsgemeinschaft Leichtathletik Baden-Württemberg auf. Aktuell gibt es Kooperationen im Bereich des Leistungssports, bei Länderkampfteilnahmen und im Bereich der Lehre. Kooperationen in weiteren Bereichen sind für die Zukunft geplant.
Am 14. April 2018 beschloss der WLV auf seinem Verbandstag in Winnenden mit einer Satzungsänderung als erster Landesverband im DLV den Schritt weg vom allseits üblichen präsidialen System hin zu einem Aufsichtsratsmodell, um sich eine zeitgemäße Verbandsführung zu geben.

## Verbandsrekorde
Die Daten sind den Rekordlisten des WLV entnommen. Der Badische Leichtathletik-Verband und der WLV führen sowohl getrennte, als auch gemeinsame Bestenlisten als Leichtathletik Baden-Württemberg.
| = Weltrekord                   | = Europarekord            | = Deutscher Rekord | = U20-Weltrekord |
| * = Ausstehende Ratifizierung; | i = In der Halle erzielt; | (h) = Handgestoppt |                  |

### Freiluft

#### Männer
| Disziplin                 | Leistung       | Name                                                                          | Verein                                  | Datum           | Ort               |
| ------------------------- | -------------- | ----------------------------------------------------------------------------- | --------------------------------------- | --------------- | ----------------- |
| 100 m                     | 10,16 s (+0,3) | Tobias Unger                                                                  | LAZ Salamander Kornwestheim-Ludwigsburg | 02.07.2005      | Wattenscheid      |
| 200 m                     | 20,20 s (+0,7) | Tobias Unger                                                                  | LAZ Salamander Kornwestheim-Ludwigsburg | 03.07.2005      | Wattenscheid      |
| 400 m                     | 44,70 s        | Karl Honz                                                                     | VfB Stuttgart 1893                      | 21.07.1972      | München           |
| 800 m                     | 1:44,03 min    | Peter Braun                                                                   | LG Tuttlingen-Fridingen                 | 06.08.1987      | Koblenz           |
| 1000 m                    | 2:16,90 min    | Timo Benitz                                                                   | LG farbtex Nordschwarzwald              | 18.05.2014      | Pliezhausen       |
| 1500 m                    | 3:33,54 min    | Dieter Baumann                                                                | VfL Waiblingen                          | 13.08.1987      | Koblenz           |
| 3000 m                    | 7:35,43 min    | Arne Gabius                                                                   | LAV Stadtwerke Tübingen                 | 17.08.2012      | Stockholm         |
| 5000 m                    | 13:03,76 min   | Stéphane Franke                                                               | LG Salamander Kornwestheim              | 16.08.1995      | Zürich            |
| 10.000 m                  | 27:36,52 min   | Richard Ringer                                                                | VfB LC Friedrichshafen                  | 21.04.2018      | London            |
| 10 km                     | 28:08 min      | Arne Gabius                                                                   | LAV Stadtwerke Tübingen                 | 12.10.2014      | Berlin            |
| 10 km (Mannschaft)        | 1:29:46 h      | LAV asics Tübingen                                                            | LAV asics Tübingen                      | 12.09.2009      | Otterndorf        |
| 10 km (Mannschaft)        | 1:29:46 h      | Gabius, Arne – 29:16; Ghirmai, Filmon – 29:20; Bleistein, Clemens – 31:10     |                                         | 12.09.2009      | Otterndorf        |
| Halbmarathon              | 1:01:53 h      | Michael Scheytt                                                               | SKV Eglosheim                           | 05.09.1987      | Ay                |
| Halbmarathon (Mannschaft) | 3:23:06 h      | LG Leinfelden-Echterdingen                                                    | LG Leinfelden-Echterdingen              | 23.03.2002      | Schotten          |
| Halbmarathon (Mannschaft) | 3:23:06 h      | Beckmann, Martin – 1:04:38; Goehner, Michael – 1:07:19; Jensen, Tim – 1:11:09 |                                         | 23.03.2002      | Schotten          |
| Marathon                  | 2:09:32 h      | Arne Gabius                                                                   | LAV Stadtwerke Tübingen                 | 26.10.2014      | Frankfurt am Main |
| Marathon (Mannschaft)     | 7:03:36 h      | TF Feuerbach                                                                  | TF Feuerbach                            | 15.10.1989      | Kandel            |
| Marathon (Mannschaft)     | 7:03:36 h      | Maier, Peter; Bartsch, Daniel; Söffker, Andreas                               |                                         | 15.10.1989      | Kandel            |
| 100 km                    | 6:42:45 h      | Michael Sommer                                                                | Eichenkreuz Schwaikheim                 | 08.09.1995      | Winschoten        |
| 100 km (Mannschaft)       | 22:44:28 h     | Eichenkreuz Schwaikheim                                                       | Eichenkreuz Schwaikheim                 | 29.04.2006      | Hanau             |
| 100 km (Mannschaft)       | 22:44:28 h     | Sommer, Michael – 6:57:19; Härle, Armin – 7:51:00; Höschele, Jochen – 7:56:09 |                                         | 29.04.2006      | Hanau             |
| 110 m Hürden              | 13,21 s (+1,8) | Gregor Traber                                                                 | VfB Stuttgart 1893                      | 29.07.2016      | Mannheim          |
| 400 m Hürden              | 48,96 s        | Felix Kranz                                                                   | LG Neckar-Enz                           | 13.08.2014      | Zürich            |
| 3000 m Hindernis          | 8:16,92 min    | Patriz Ilg                                                                    | TG Hofen                                | 02.09.1978      | Prag              |
| 4 × 100 m                 | 39,02 s        | LG Salamander Kornwestheim                                                    | LG Salamander Kornwestheim              | 25.06.1983      | Bremen            |
| 4 × 100 m                 | 39,02 s        | Koffler, Jürgen; Klein, Peter; Sattler, Bernd; Evers, Jürgen                  |                                         | 25.06.1983      | Bremen            |
| 4 × 400 m                 | 3:05,32 min    | VfB Stuttgart 1893                                                            | VfB Stuttgart 1893                      | 20.07.1974      | Hannover          |
| 4 × 400 m                 | 3:05,32 min    | Geiger, Falko; Nückles, Georg; Lenz, Uwe; Honz, Karl                          |                                         | 20.07.1974      | Hannover          |
| 4 × 800 m                 | 7:08,6 min     | VfB Stuttgart 1893                                                            | VfB Stuttgart 1893                      | 27.07.1986      | Krefeld           |
| 4 × 800 m                 | 7:08,6 min     | Baranski – Allmandinger – Wursthorn – Assmann                                 |                                         | 27.07.1986      | Krefeld           |
| 3 × 1000 m                | 7:09,30 min    | VfB LC Friedrichshafen                                                        | VfB LC Friedrichshafen                  | 26.07.2013      | Rostock           |
| 3 × 1000 m                | 7:09,30 min    | Dersch, Maximilian; Sperlich, Martin; Ringer, Richard                         |                                         | 26.07.2013      | Rostock           |
| 10.000-m-Gehen            | 46:57,6 min    | Joachim Braunmiller                                                           | FC Langenau                             | 08.09.1984      | Vilsbiburg        |
| 20-km-Gehen               | 1:29:35 h      | Siegfried Richter                                                             | TG Heilbronn                            | 27.05.1972      | Bremen            |
| 20-km-Gehen (Mannschaft)  | 4:51:33 h      | Post-SV Tübingen                                                              | Post-SV Tübingen                        | 05.08.1966      | Hannover          |
| 20-km-Gehen (Mannschaft)  | 4:51:33 h      | Schreiber, Kurt; Hergesell, Reinhard; Baur, Rolf                              |                                         | 05.08.1966      | Hannover          |
| 50-km-Gehen               | 4:19:14 h      | Siegfried Richter                                                             | SSV Ulm 1846                            | 15.10.1972      | Fürth             |
| 50-km-Gehen (Mannschaft)  | 14:06:29 h     | Post-SV Tübingen                                                              | Post-SV Tübingen                        | 19.07.1970      | Eschborn          |
| 50-km-Gehen (Mannschaft)  | 14:06:29 h     | Wegiel, Siegfried; Daske, Alfred; Schäfer, Manfred                            |                                         | 19.07.1970      | Eschborn          |
| Hochsprung                | 2,25 m         | David Nopper                                                                  | LAZ Salamander Kornwestheim-Ludwigsburg | 13.06.2015      | Wetzlar           |
| Stabhochsprung            | 5,81 m         | Fabian Schulze                                                                | LAZ Salamander                          | 08.07.2006      | Ingolstadt        |
| Stabhochsprung            | 5,81 m         | Alexander Straub                                                              | LG Filstal                              | 01.08.2008      | Wattenscheid      |
| Weitsprung                | 8,25 m         | Dietmar Haaf                                                                  | LG Salamander Kornwestheim              | 30.08.1990      | Split             |
| Weitsprung                | 8,25 m         | Fabian Heinle                                                                 | LAV Stadtwerke Tübingen                 | 06.06.2015      | Oberteuringen     |
| Dreisprung                | 16,93 m        | Wolfgang Zinser                                                               | LG Salamander Kornwestheim              | 25.08.1985      | Köln              |
| Kugelstoßen               | 20,51 m        | Marco Schmidt                                                                 | VfL Sindelfingen                        | 21.05.2011      | Neubrandenburg    |
| Diskuswurf                | 70,92 m        | Wolfgang Schmidt                                                              | LG VfB/Kickers Stuttgart                | 09.09.1989      | Norden            |
| Hammerwurf                | 76,29 m        | Alexander Ziegler                                                             | LG Staufen                              | 27.06.2014      | Schönebeck        |
| Speerwurf                 | 87,20 m        | Peter Esenwein                                                                | LAZ Salamander Kornwestheim-Ludwigsburg | 31.05.2004      | Rehlingen         |
| Fünfkampf                 | 4028 Punkte    | Hans-Joachim Häberle                                                          | LG Staufen                              | 12.07.1981      | Sindelfingen      |
| Fünfkampf                 | 4028 Punkte    | 7,19-62,88-22,20-43,20-4:22,47                                                |                                         | 12.07.1981      | Sindelfingen      |
| Fünfkampf (Mannschaft)    | 10.863 Punkte  | LG Salamander Kornwestheim                                                    | LG Salamander Kornwestheim              | 12.09.1970      | Stuttgart         |
| Fünfkampf (Mannschaft)    | 10.863 Punkte  | Fichtner, Thomas; Seeger, Wolfgang; Mack, Wilhelm                             |                                         | 12.09.1970      | Stuttgart         |
| Zehnkampf                 | 8605 Punkte    | Arthur Abele                                                                  | SSV Ulm 1846                            | 25./ 26.06.2015 | Ratingen          |
| Zehnkampf                 | 8605 Punkte    | 10,95(-0,6)-7,48(0,4)-15,79-1,98-49.43/14,07(-0,9)-46,20-4,90-71,89-4:24,12   |                                         | 25./ 26.06.2015 | Ratingen          |
| Zehnkampf (Mannschaft)    | 24.659 Punkte  | SSV Ulm 1846                                                                  | SSV Ulm 1846                            | 16./ 17.06.2018 | Ratingen          |
| Zehnkampf (Mannschaft)    | 24.659 Punkte  | Abele, Arthur – 8.481; Eitel, Manuel – 8.121; Nowak, Tim – 8.057              |                                         | 16./ 17.06.2018 | Ratingen          |
| DMM Gruppe 1              | 22.975 Punkte  | LAV Stadtwerke Tübingen                                                       | LAV Stadtwerke Tübingen                 | 19.05.2012      | Hannover          |
| DMM Gruppe 2              | 18.316 Punkte  | LAZ Salamander Kornwestheim-Ludwigsburg                                       | LAZ Salamander Kornwestheim-Ludwigsburg | 18.05.2003      | Ludwigsburg       |
| DMM Gruppe 3              | 13.251 Punkte  | LG Kernen                                                                     | LG Kernen                               | 22.05.2000      | Kernen im Remstal |
| Stand: 30. Dezember 2020  |                |                                                                               |                                         |                 |                   |

#### Frauen
| Disziplin                 | Leistung       | Name                                                                                           | Verein                         | Datum           | Ort               |
| ------------------------- | -------------- | ---------------------------------------------------------------------------------------------- | ------------------------------ | --------------- | ----------------- |
| 100 m                     | 11,15 s        | Heidi-Elke Gaugel                                                                              | VfL Sindelfingen               | 02.08.1985      | Stuttgart         |
| 200 m                     | 22,56 s        | Heidi-Elke Gaugel                                                                              | VfL Sindelfingen               | 04.08.1985      | Stuttgart         |
| 400 m                     | 51,98 s        | Andrea Thomas                                                                                  | VfL Sindelfingen               | 30.05.1992      | Sindelfingen      |
| 800 m                     | 1:59,33 min    | Sabine Zwiener                                                                                 | SV Neckarsulm                  | 19.06.1988      | Düsseldorf        |
| 1500 m                    | 4:04,15 min    | Hanna Klein                                                                                    | SG Schorndorf 1846             | 22.07.2017      | Heusden           |
| 3000 m                    | 8:44,92 min    | Elena Burkard                                                                                  | LG farbtex Nordschwarzwald     | 18.07.2020      | Winnenden         |
| 5000 m                    | 15:04,10 min   | Alina Reh                                                                                      | SSV Ulm 1846                   | 30.05.2019      | Stockholm         |
| 10.000 m                  | 31:19,87 min   | Alina Reh                                                                                      | SSV Ulm 1846                   | 08.06.2019      | Essen             |
| 10 km                     | 31:23 min      | Alina Reh                                                                                      | SSV Ulm 1846                   | 15.10.2018      | Berlin            |
| 10 km (Mannschaft)        | 1:47:59 h      | TSG 1845 Heilbronn                                                                             | TSG 1845 Heilbronn             | 03.09.2017      | Bad Liebenzell    |
| 10 km (Mannschaft)        | 1:47:59 h      | Hähnle-Pohl, Veronica Clio – 35:31; Leibfried, Isabel – 35:37; Englisch, Bettina – 36:51       |                                | 03.09.2017      | Bad Liebenzell    |
| Halbmarathon              | 1:09:29 h      | Alina Reh                                                                                      | SSV Ulm 1846                   | 07.10.2018      | Köln              |
| Halbmarathon (Mannschaft) | 3:54:31 h      | TSG 1845 Heilbronn                                                                             | TSG 1845 Heilbronn             | 17.09.2017      | Rheinstetten      |
| Halbmarathon (Mannschaft) | 3:54:31 h      | Leibfried, Isabel – 1:17:32; Hähnle-Pohl, Veronica Clio – 1:17:48; Englisch, Bettina – 1:19:11 |                                | 17.09.2017      | Rheinstetten      |
| Marathon                  | 2:28:03 h      | Uta Pippig                                                                                     | LG VfB/Kickers Stuttgart       | 16.04.1990      | Boston            |
| Marathon (Mannschaft)     | 8:18:48 h      | SG Ludwigsburg                                                                                 | SG Ludwigsburg                 | 24.04.1988      | Hamburg           |
| Marathon (Mannschaft)     | 8:18:48 h      | Röhrnbacher, Inge – 2:43:49; Bösing, Monika – 2:45:42; Kauf, Sabine – 2:49:17                  |                                | 24.04.1988      | Hamburg           |
| 100 km                    | 7:53:22 h      | Jutta Philippin                                                                                | SpVgg Renningen                | 24.09.1994      | Neuwittenbek      |
| 100 m Hürden              | 12,64 s        | Nadine Hildebrand                                                                              | VfL Sindelfingen               | 29.07.2016      | Mannheim          |
| 400 m Hürden              | 54,04 s        | Gudrun Abt                                                                                     | TSV Genkingen                  | 28.09.1989      | Seoul             |
| 3000 m Hindernis          | 9:29,76 min    | Elena Burkard                                                                                  | LG farbtex Nordschwarzwald     | 12.08.2018      | Berlin            |
| 4 × 100 m                 | 43,52 s        | VfL Sindelfingen                                                                               | VfL Sindelfingen               | 23.07.1988      | Frankfurt am Main |
| 4 × 100 m                 | 43,52 s        | Schiller, Margit; Köninger, Anke; Thomas, Andrea; Sarvari, Ulrike                              |                                | 23.07.1988      | Frankfurt am Main |
| 4 × 400 m                 | 3:38,13 min    | VfL Sindelfingen                                                                               | VfL Sindelfingen               | 21.06.1992      | München           |
| 4 × 400 m                 | 3:38,13 min    | Thomas, Andrea; Fahrendorff, Doreen; Wolf, Birgit; Dold, Gaby                                  |                                | 21.06.1992      | München           |
| 3 × 800 m                 | 6:20,85 min    | StG Gomaringen-Schwäbisch Hall                                                                 | StG Gomaringen-Schwäbisch Hall | 22.07.2012      | Mönchengladbach   |
| 3 × 800 m                 | 6:20,85 min    | Bork, Anja; Beerlage, Astrid; Marxen, Kerstin                                                  |                                | 22.07.2012      | Mönchengladbach   |
| 3000-m-Gehen              | 14:38 min      | Brigitte Buck                                                                                  | FC Langenau                    | 16.08.1985      | Fulda             |
| 5000-m-Gehen              | 23:56,0 min    | Barbara Landkauf                                                                               | SKV Eglosheim                  | 10.09.1999      | Riccione          |
| 10.000-m-Gehen            | 49:01,0 min    | Barbara Melchior                                                                               | SG Ludwigsburg                 | 12.06.1992      | Blaustein         |
| 10-km-Gehen               | 48:54 min      | Barbara Melchior                                                                               | SG Ludwigsburg                 | 21.04.1991      | Naumburg          |
| 10-km-Gehen (Mannschaft)  | 2:35:32 h      | LSG Aalen                                                                                      | LSG Aalen                      | 23.05.1993      | Kerpen            |
| 10-km-Gehen (Mannschaft)  | 2:35:32 h      | Buck, Brigitte – 49:30; Stegmaier, Christine – 50:01; Franke, Insa – 56:01                     |                                | 23.05.1993      | Kerpen            |
| 20-km-Gehen               | 1:44:07 h      | Barbara Melchior                                                                               | SG Ludwigsburg                 | 01.08.1998      | Yverdon-les-Bains |
| Hochsprung                | 2,00 m         | Marie-Laurence Jungfleisch                                                                     | VfB Stuttgart 1893             | 16.07.2016      | Eberstadt         |
| Stabhochsprung            | 4,70 m         | Yvonne Buschbaum                                                                               | VfB Stuttgart 1893             | 29.06.2003      | Ulm               |
| Weitsprung                | 6,91 m         | Alina Rotaru                                                                                   | VfB Stuttgart 1893             | 30.06.2019      | Freistett         |
| Dreisprung                | 13,40 m (+1,2) | Wibke Walter                                                                                   | LG Leinfelden-Echterdingen     | 29.05.2005      | Zeulenroda        |
| Kugelstoßen               | 19,81 m        | Petra Lammert                                                                                  | VfB Stuttgart 1893             | 25.06.2005      | Schapbach         |
| Diskuswurf                | 65,32 m        | Ursula Kreutel                                                                                 | LG VfB/Kickers Stuttgart       | 15.09.1990      | Kamp-Lintfort     |
| Hammerwurf                | 65,07 m        | Gabi Wolfarth                                                                                  | Unterländer LG                 | 17.03.2012      | Schwäbisch Gmünd  |
| Speerwurf                 | 59,98 m        | Manuela Alizadeh                                                                               | LAV Tübingen                   | 03.09.1995      | Gengenbach        |
| Siebenkampf               | 6088 Punkte    | Lilli Schwarzkopf                                                                              | SSV Ulm 1846                   | 18./ 19.05.2016 | Götzis            |
| Siebenkampf               | 6088 Punkte    | 13,92(+0,2)-1,77-14,56/25,89(-0,2)-5,90(-1,8)-49,20-2:17,72                                    |                                | 18./ 19.05.2016 | Götzis            |
| Siebenkampf (Mannschaft)  | 15.281 Punkte  | SSV Ulm 1846                                                                                   | SSV Ulm 1846                   | 27./ 28.05.2007 | Bernhausen        |
| Siebenkampf (Mannschaft)  | 15.281 Punkte  | Hebestreit, Ulrike – 5.697; Weber, Liane – 5.095; Stürzl, Carolin – 4.489                      |                                | 27./ 28.05.2007 | Bernhausen        |
| Zehnkampf                 | 6165 Punkte    | Birgit Keller                                                                                  | LG Sigmaringen                 | 07./ 08.10.2000 | Flein             |
| Zehnkampf                 | 6165 Punkte    | 13,79(+0,4)-4,86(+0,0)-11,85-1,56-62,67/16,34(+0,2)-38,76-3,10-38,59-5:50,26                   |                                | 07./ 08.10.2000 | Flein             |
| Zehnkampf (Mannschaft)    | 7810 Punkte    | TSV Rottweil                                                                                   | TSV Rottweil                   | 19./ 20.09.2009 | Rottweil          |
| Zehnkampf (Mannschaft)    | 7810 Punkte    | Hertkorn, Adriana – 3.484; Langenfeld, Susan – 2.185; Hezinger, Anabel – 2.141                 |                                | 19./ 20.09.2009 | Rottweil          |
| DMM Gruppe 1              | 13.704 Punkte  | LAV asics Tübingen                                                                             | LAV asics Tübingen             | 14.05.2011      | Hannover          |
| DMM Gruppe 2              | 10.399 Punkte  | TG Heilbronn                                                                                   | TG Heilbronn                   | 01.01.1994      |                   |
| DMM Gruppe 3              | 8869 Punkte    | LAC Zeppelin Friedrichshafen                                                                   | LAC Zeppelin Friedrichshafen   | 09.06.1990      | Sigmaringen       |
| Stand: 30. Dezember 2020  |                |                                                                                                |                                |                 |                   |